# بازگشت طولانی
بازگشت طولانی (به انگلیسی: A Long Return) و (به اسپانیایی: Largo Retorno) که با عنوان چهل سال انتظار نیز شناخته می‌شود فیلمی محصول سال ۱۹۷۵ و به کارگردانی پدرو لاثاگا است. در این فیلم بازیگرانی همچون مارک برنس، لین فردریک، چارو لوپز، ریکاردو مرینو، ژرژ ریگو، آدریانو دومینگس و خوان دیه‌گو ایفای نقش کرده‌اند.

## داستان
آنا (لین فردریک)، دانشجوی جوان و پرانرژی، در یک کنسرت توجه معمار جوانی به نام دیوید اورتگا (مارک برنس) را جلب می‌کند. او به سرعت عاشق دیوید می‌شود و به دنبال برقراری ارتباط با او می‌رود. با وجود بی‌میل بودن اولیهٔ دیوید، آنا در نهایت قلب او را تسخیر می‌کند. این دو عاشق می‌شوند و ازدواج می‌کنند.
پس از ماه عسل‌شان در ونیز، رفتار آنا ناگهان تغییر می‌کند؛ او دچار خستگی مفرط، گیجی و از دست دادن حافظه (حتی فراموشی بهترین دوستش) می‌شود. سرانجام آنا در بیمارستان بستری می‌شود و پزشکان بیماری نادر و کشندهٔ او را «لیپوماتوز سیستم عصبی» تشخیص می‌دهند که به سرعت در حال نابودی اوست. در بیمارستان، در حالی که دیوید کنار تختش نشسته، آنا ناگهان به کما می‌رود. پزشکان به دیوید می‌گویند که همسرش تنها چند روز زنده خواهد ماند و او با التماس از آنها می‌خواهد هر کاری ممکن است انجام دهند. پزشکان تنها راه نجات آنا را قراردادن او در حالت «خواب سرمایشی عمیق دائمی» عنوان می‌کنند تا بیماری‌اش پیشروی نکند و روند پیری‌اش کند شود و تا زمانی که درمانی برای این بیماری پیدا شود در حالت خواب قرار می‌گیرد. دیوید با امیدواری این پیشنهاد را می‌پذیرد و آنا به خواب مصنوعی فرستاده می‌شود.
به مدت چهل سال دردناک، دیوید به آنا وفادار می‌ماند و در انتظار کشف درمان است. در همین حال، دوستان و خانوادهٔ آنا به زندگی خود ادامه می‌دهند و حتی با وجود خواب مصنوعی او، خواهان قطع دستگاه‌های حمایت حیاتی و دفنش می‌شوند. سرانجام ۴۰ سال بعد در سال ۲۰۱۴ درمان کشف می‌شود و آنا با موفقیت از خواب بیدار و کاملاً درمان می‌شود. او در بیمارستان تحت نظر قرار می‌گیرد و پیوسته درخواست می‌کند همسرش را ببیند، بدون آنکه بداند دیوید اکنون میانسال است و او چهل سال در خواب بوده. پزشکان درخواستش را رد می‌کنند.
وقتی بهترین دوستش، ایرن (که اکنون بیش از ۶۰ سال دارد)، به دیدارش می‌آید و اتفاقهای چهار دههٔ گذشته را برایش تعریف می‌کند (مانند مرگ والدین آنا و تغییرات ناشی از پیری دیوید)، واقعیت بر آنا آشکار می‌شود. پس از ترخیص، ایرن او را نزد دیوید می‌برد و آنا با عشق و محبت فراوان از او استقبال می‌کند. آن شب، دیوید نگرانی و عذاب وجدان خود از اختلاف سنی کنونی‌شان را بیان می‌کند، اما آنا به او اطمینان می‌دهد که عشقش به دیوید نه تنها باقی است، بلکه به خاطر وفاداری او قوی‌تر شده‌است.
این دو تنها چند روز با هم وقت می‌گذرانند که دیوید از دنیا می‌رود (احتمالاً مرگ به دلیل نارسایی قلبی یا پیری است). پس از مرگش، پزشک آنا به خانه‌شان می‌آید و از این بیوهٔ غمزده می‌پرسد حالا چه برنامه‌ای دارد. آنا با اندوه پاسخ می‌دهد: «به زندگی ادامه می‌دهم.» سپس خاطره‌ای از اولین قرارشان با دیوید برایش زنده می‌شود، زمانی که دیوید شعار زندگی‌اش را به او یاد داد: «امروز اولین روز از بقیهٔ زندگی‌ات است.» آنا با چشمانی اشک‌آلود به پزشک نگاه می‌کند و می‌گوید: «امروز اولین روز از بقیهٔ زندگی‌ام است»، چون می‌داند دیوید می‌خواهد او به زندگی‌اش ادامه دهد.

## بازیگران
- مارک برنس	... دیوید اورتگا
- لین فردریک...     آنا اورتگا
- چارو لوپز	... 	 ایرن
- ریکاردو مرینو	... 	کارلوس
- ژرژ ریگاد	... 	دکتر والس
- آندرس مخوتو	... 	پدر آنا
- مایراتا اوویسیدو	... مادر آنا
- آدریانو دومینگس ...     مارتین
- کوچا کوئتوس      ...     آدلا
- خوان دیه‌گو        ...     دکتر آگیره
- فرناندو هیلبیک  ...     دکتر آرمایور